# Taïna Toussaint
Pour les articles homonymes, voir Toussaint (homonymie).
Taïna Toussaint (Tayoo), née le 4 février 1999 à Léogane dans le département de l'ouest d'Haïti, est une artiste haïtienne.

## Biographie
Taïna Toussaint est née un 4 février 1999 dans une famille de quatre enfants dont elle est l'aînée. Elle fait ses études classiques à l’Institut Abellard et étudie les sciences infirmières.
Son talent d'artiste a été révélé entre 2008 à 2016 en participant dans des activités culturelles. Elle a gagné en 2016 la troisième place  du concours d’interprétation organisé par la radio Amikal FM et a été finaliste en 2018 au podium quartier un concours organisé par la Radio Télévision Caraïbe. Elle a collaboré dans un morceau titré Vitim deja avec le rappeur Rozo-G et en décembre 2020 un single titré J’ai peur. Son morceau intitulé Lanmou Biza en duo avec le rappeur Baky Popilè est apparu en juin 2022 sous le label de Focus Entertainment.
En décembre 2021, Tayoo a dévoilé Déception, ce morceau produit par le compositeur guadeloupéen Samuel Staniski.

## Distinctions
- 2016, troisième Prix du concours d’interprétation organisé par la radio Amikal FM.
- 2018, finaliste  au podium quartier un concours organisé par la Radio Télévision Caraïbe

## Discographie

### Collaborations
| Année | Titre                          | Durée | Label               |
| ----- | ------------------------------ | ----- | ------------------- |
| 2020  | Viktim deja (avec Rozo-G)      | 4:44  | Focus Entertainment |
| 2021  | Lanmou Biza (avec Baki popile) | 3:18  | Focus Entertainment |
|       |                                |       |                     |

### Solo
| Année | Titre     | Durée | Label               |
| ----- | --------- | ----- | ------------------- |
| 2020  | J'ai peur | 4:19  | Focus Entertainment |
| 2021  | Déception | 4:16  | Focus Entertainment |
|       |           |       |                     |